# 紡織產業綜合研究所
財團法人紡織產業綜合研究所（簡稱紡織所、紡綜所、紡研所、紡織產業綜合研究所，英文縮寫TTRI），成立於1959年，是中華民國公設財團法人，總部（土城場區）位於新北市土城區台北捷運永寧站旁，為台灣首要紡織品研發機構；營運策略為：
1. 建立國際領先之紡織產業技術
2. 扮演優良產業技術整合者（產業聯盟、技術整合、價值網絡整合等）
3. 成為國際知名之檢測評估與驗證機構（強化國際接軌、協同建立國家標準等）。

## 歷史
1959年（民國48年）12月，「台灣區棉紡工業同業公會技術室」獨立為「台灣紡織品試驗中心」，主要任務為以執行紡織品之外銷檢驗及維護產品品質。1971年（民國60年）7月，台灣紡織品試驗中心更名為「財團法人中國紡織工業研究中心」，期間配合紡織產業的快速發展需求，任務由紡織相關廠商品管/分等/追查轉型為紡織科技研發。1989年（民國78年）10月，李模接任中國紡織工業研究中心董事長，中國紡織工業研究中心執行由中華民國經濟部委託紡織相關之關鍵技術研發計畫和技術輔導工作，並在總部改建「大智館」、「大仁館」及「大勇館」共三棟研究樓房。2000年（民國89年）11月，中國紡織工業研究中心總部加蓋五層場房「大義館」。2004年（民國93年）9月，中國紡織工業研究中心更名為「財團法人紡織產業綜合研究所」，姚興川擔任首任所長。2008年6月，紡織產業綜合研究所正式啟用設於雲林縣斗六市之斗六場區，就近服務台灣中南部紡織業者。

## 外部連結
- 財團法人紡織產業綜合研究所 （页面存档备份，存于）